# إبرستالزيل
إبرستالزيل (بالألمانية: Eberstalzell) هي بلدية في منطقة ويلس لاند في ولاية النمسا العليا.